# پاول فرانکزاک
پاول فرانکزاک (انگلیسی: Paweł Franczak؛ زادهٔ ۷ اکتبر ۱۹۹۱ ‏(۳۳ سال)) دوچرخه‌سوار اهل لهستان است.
از باشگاه‌هایی که در آن بازی کرده‌است می‌توان به سی‌سی‌سی–اسپراندی–پولکوویتسه و وروا اکتیوجت اشاره کرد.